# Kuehneromyces
Genre
Kuehneromyces est un genre de champignons basydiomycètes de la famille des Strophariaceae. 
Les espèces du genre sont grégaires et ses individus connés, cespiteux et fasciculés. L'espèce la plus connue est une espèce européenne, Kuehneromyces mutabilis, la pholiote changeante, excellent comestible, mais dont la morphologie proche de celle de Galerina marginata, champignon mortel qui contient les mêmes amatoxines mortelles que l'Amanite phalloïde, doit inciter les récolteurs à être très prudents.[réf. nécessaire]
Selon Index Fungorum (30 mai 2013), ce genre n’est pas valide, et il est synonyme du genre Pholiota.

## Caractéristiques du genre
Saprophyte, les espèces sont grégaires, elles peuvent être connées, cespiteuses, ou plus rarement fasciculées.

## Liste des espèces
Selon MycoBank (16 janvier 2023) :
- Kuehneromyces alpinus A.H. Sm., 1957
- Kuehneromyces brunneoalbescens (Y.S. Chang & A.K. Mills) J.A. Cooper, 2014
- Kuehneromyces castaneiceps Singer, 1969
- Kuehneromyces castaneus Hongo, 1971
- Kuehneromyces cystidiosus Singer, 1953
- Kuehneromyces depauperatus Singer & A.H. Sm., 1946
- Kuehneromyces leucolepidotus (P.D. Orton) Pegler & T.W.K. Young, 1972
- Kuehneromyces lignicola (Peck) Redhead, 1984
- Kuehneromyces macrosporus Singer, 1953
- Kuehneromyces marginellus (Peck) Redhead, 1984
- Kuehneromyces mutabilis (Schaeff.) Singer & A.H. Sm., 1946
- Kuehneromyces myriadophyllus (P.D. Orton) Pegler & T.W.K. Young, 1972
- Kuehneromyces nameko (T. Ito) S. Ito, 1959
- Kuehneromyces nothofagi Garrido, 1988
- Kuehneromyces nudus Singer, 1950
- Kuehneromyces obscurus (A.H. Sm. & Hesler) E.J. Tian & Matheny, 2020
- Kuehneromyces papuensis (Cooke & Massee) Pegler, 1965
- Kuehneromyces populicola (A.H. Sm. & Hesler) Singer, 1986
- Kuehneromyces pseudoblattaria E. Horak, 1967
- Kuehneromyces terrestris Natarajan & Raman, 1983
- Kuehneromyces vernalis (Sacc.) Singer & A.H. Sm., 1946
- Kuehneromyces vinicolor (Pat.) Pegler, 1951

## Galerie

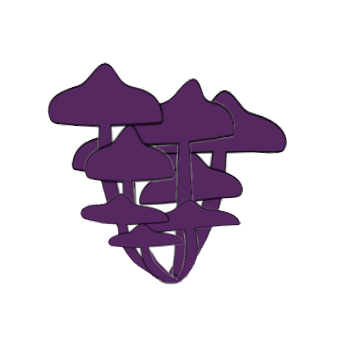
Sporophores fasciculés.
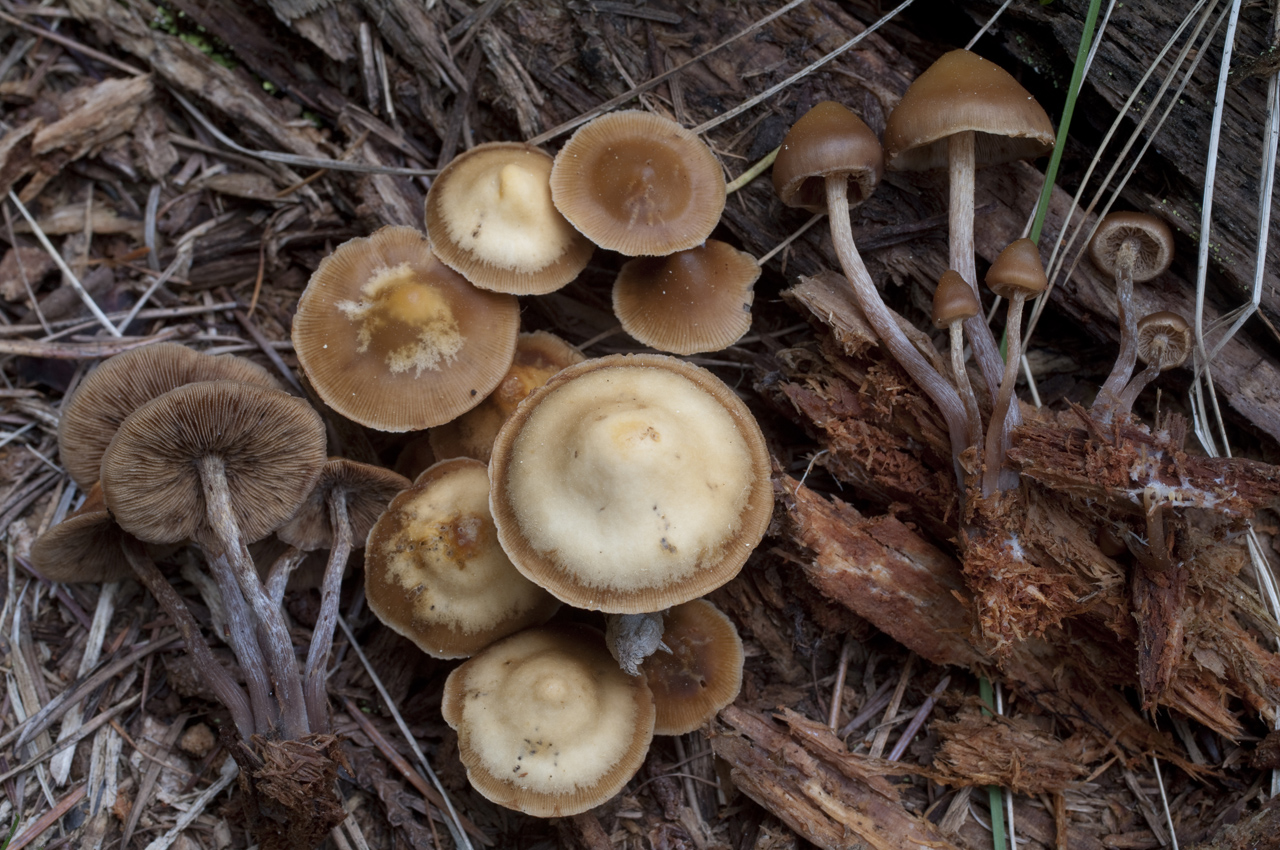
Kuehneromyces lignicola.
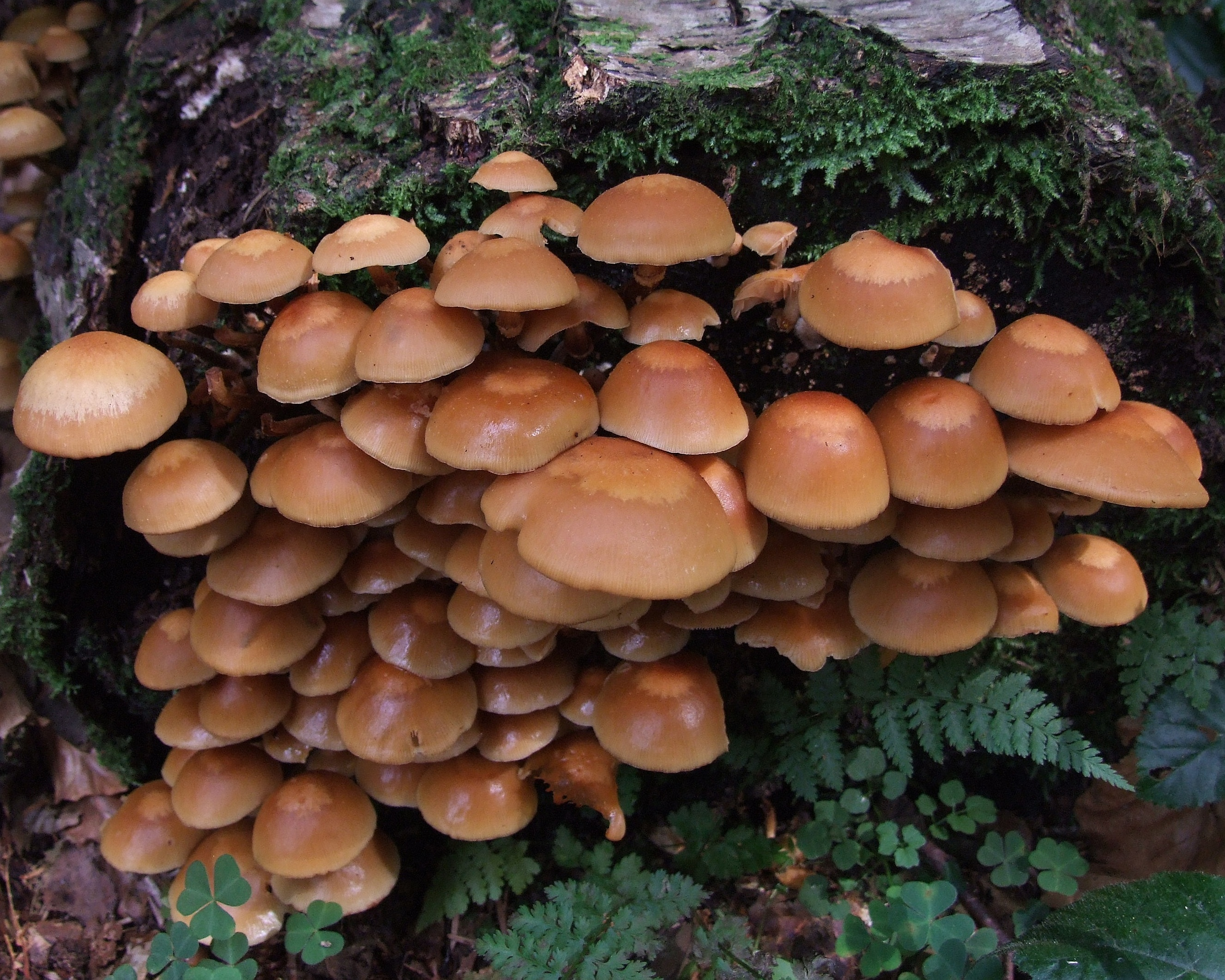
Kuehneromyces mutabilis.